# Кошава (село)
 Тази статия е за село в северозападна България.  За вятър по поречието на Дунав вижте Кошава (вятър).  
Коша̀ва е село в Северозападна България. То се намира на брега на река Дунав в община Видин, Видинска област.

## География
Кошава също е и понятие за източен хладен вятър, характерен за района на град Видин. Същото понятие за студен източен вятър Кошава се използва по поречието на Дунав и в съседна Сърбия.

## История
До брега на Дунава, откъм мина Кошава, са останките на римската крепост Ад Марум (надморска височина 35 m), но останките от основите ѝ са разрушени. Селото е наречено Кошава, най-вероятно по името на вятъра, който за останалите села изглежда като че ли идва от тази посока. Селото е споменато за пръв път в турски документи на Видински санджак през 1454 г. През цялата си история Кошава никога не е променяла името си.
По време на колективизацията в селото е създадено Трудово кооперативно земеделско стопанство „Сталин“ по името на съветския диктатор Йосиф Сталин.

## Население
Преброяване на населението през 2011 г.
Численост и дял на етническите групи според преброяването на населението през 2011 г.:
|                     | Численост | Дял (в %) |
| Общо                | 388       | 100,00    |
| Българи             | 373       | 96,13     |
| Турци               | 0         | 0,00      |
| Цигани              | 0         | 0,00      |
| Други               | 8         | 2,06      |
| Не се самоопределят | 0         | 0,00      |
| Неотговорили        | 5         | 1,28      |

## Религия
Жителите на с. Кошава са православни християни.

## Културни и природни забележителности
До брега на Дунава, откъм мина Кошава, са останките на римската крепост Ад Марум (надморска височина 35 m), но останките от основите ѝ са разрушени.
В селото се намира една от най-старите църкви в района на град Видин, построена през 1860 г.
Известни със своя златист и мек пясък плажове са остров „Кошава“ (или остров „Кикинете“), и „Рибарите“.

## Икономика
„Олингер“ е бивша пивоварна фабрика със седалище в Кошава, основана от унгареца Виктор Олингер през 1895 г. и прекратила съществуването си през 1927 г.
Тук се намира мината „Гипс Кошава“. Известно е като най-голямото гипсово находище в Република България, в което са съсредоточени 88% от общите залежи.
Цех за производство на млечни продукти.
В процес на строеж е винарска изба.

## Личности
- Красимир Емилов Димитров (Ембето) – три пъти републикански шампион по самбо;
- Евстати Маринов – художник.

## Други
Рибарството в с. Кошава е поминък, който се предава от поколение на поколение.
Остров „Кошава“ край остров Ливингстън, Южни Шетландски острови е наименуван в чест на село Кошава.